# 1988 VG4
1988 VG4 är en asteroid i huvudbältet som upptäcktes den 3 november 1988 av den danska astronomen Poul Jensen vid Brorfelde-observatoriet.
Asteroiden har en diameter på ungefär 16 kilometer.